# Thomas Weibel (Journalist)

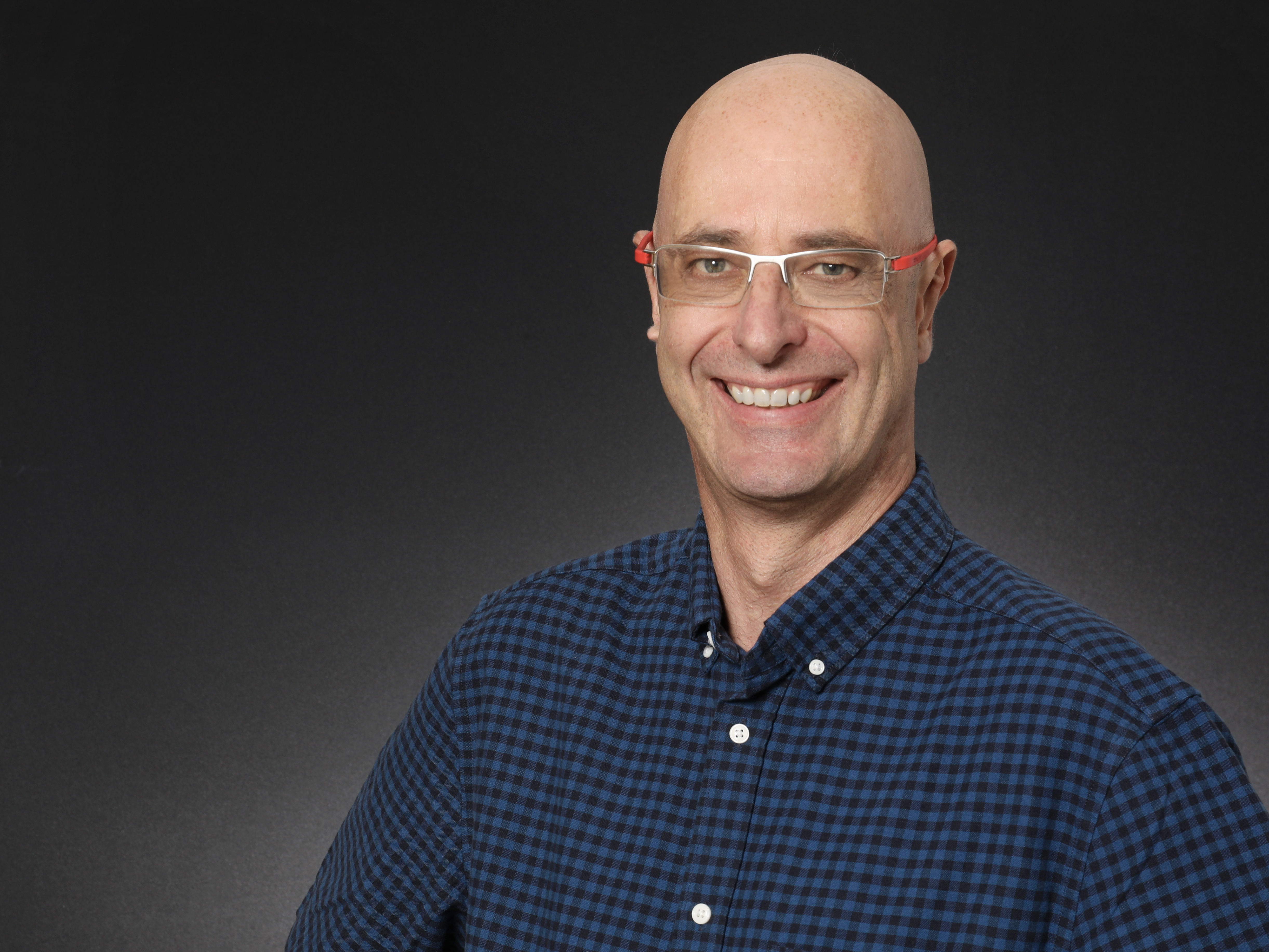
Thomas Weibel (2018)

Thomas Weibel (* 12. August 1962 in Biel) ist ein Schweizer Journalist, Autor und Dozent für multimediales Erzählen und konvergente Medienproduktion. Als Journalist ist Weibel vor allem auf den Gebieten Wissenschaft, Medien und Geschichte sowie Finanz und Wirtschaft tätig.

## Leben
Weibel wuchs in Büren an der Aare auf, absolvierte das Deutsche Gymnasium Biel (Typus B; heute Gymnasium Biel-Seeland) und studierte Germanistik sowie Anglistik an der Universität Bern. Das Studium schloss er mit einer Lizentiatsarbeit über Heimat und Fremde in Jeremias Gotthelfs Roman Jakobs Wanderungen ab.
Seine berufliche Laufbahn begann Weibel 1985 als Inland- und Auslandredaktor beim Thuner Tagblatt. 1993 wechselte er zur Berner Zeitung Der Bund, wo er als Lokal- und Wirtschaftsredaktor, Produzent und Nachrichtenchef tätig war. Zwischen 1997 und 2011 war Weibel Mitglied der Programmleitung von Schweizer Radio DRS 2 (heute Radio SRF 2 Kultur), wo er unter anderem crossmediale Programmangebote realisierte.
Seit 2002 ist Weibel Webentwickler und Blogger. Seine Beiträge für Radio SRF 2 Kultur publiziert er im Blog 100 Sekunden sowie in mehreren Büchern.
Heute ist Weibel Dozent für Media Engineering an der Fachhochschule Graubünden und an der Hochschule der Künste Bern. Von 2020 bis 2022 war Weibel zudem Lehrbeauftragter am Journalistischen Seminar der Johannes Gutenberg-Universität Mainz und von 2014 bis 2018 an der Theologischen Hochschule Chur. Als freier Journalist ist Weibel nach wie vor für Radio SRF 2 Kultur tätig. Daneben ist er Autor im Blog des Schweizerischen Nationalmuseums und war gelegentlicher Mitarbeiter des Kulturradios SWR 2 sowie Gastautor in verschiedenen Publikationen der LGT Group. Weibel engagiert sich für Open Data in den Bereichen GLAM, Geoinformatik und Wissenschaftsgeschichte. Er nimmt regelmässig am Swiss Open Cultural Data Hackathon teil, wo er eine Reihe von Anwendungen auf der Basis kulturgeschichtlich oder wissenschaftlich relevanter Digitalisate realisiert hat. Eine davon, das in Mittelhochdeutsch gehaltene Online-Backgammonspiel Manesse Gammon, wurde 2017 als interaktives Exponat in die virtuelle Bibliothek Europeana aufgenommen.
Weibel ist Musiker, verheiratet und Stiefvater zweier Kinder. Er lebt in Freiburg im Üechtland und Basel.

## Veröffentlichungen
Als Autor
- Takeaway. 100 x 100 Sekunden Wissen. Schwabe Verlag, Basel 2012, ISBN 978-3-7965-2842-2.
- Nerdcore. Ein Konversationslexikon für Nerds und alle, die es werden wollen. Verlag Johannes Petri, Basel 2015, ISBN 978-3-03784-061-0.
- Bare Münze. Gallier und heilige Gänse: Was es über Geld zu wissen gibt. Verlag Johannes Petri, Basel 2017, ISBN 978-3-03784-133-4.
- Rettet das Web 2.0 die Jazzszene? Das Internet als Kommunikationsplattform und virtueller Jazzclub. In: Schaffhauser Jazzgespräche. Edition 03. Chronos Verlag, Zürich 2010, S. 18–23.
- Homo ludens: Das Computerspiel. In: Stellen Sie sich vor, Sie sind… Das Ein-Personen-Rollenspiel in Beratung, Coaching und Therapie. Verlag Hogrefe, Bern 2016, S. 232–234.
- Am Anfang war der Tausch; Brakteaten, das Kleingeld des Mittelalters; Der steinige Weg der Banknoten, u. a. In: Die besten Geldgeschichten aus dem LGT-Finanzblog. LGT Group Foundation, Vaduz 2016, S. 8ff.
- Kulturdaten hacken. Plädoyer für eine nachhaltige Digitalkultur. In: Museumskunde Bd. 84/2019, Ausgabe Update – Museen im digitalen Zeitalter, Online-Erweiterung. Deutscher Museumsbund, Berlin 2019.
- The Antikythera Mechanism: Web-based VR as a Hypothesis Checking Tool. DH Benelux 2025, Frije Universiteit Amsterdam. Zenodo. Amsterdam 2025
- “Mont”−an Open Data Mountain Peak Recognition Web App in Vanilla Javascript. In: Proceedings of the International Conference on Creative\Media/Technologies (IConCMT) 2023 and 2024. St. Pölten University of Applied Sciences. St. Pölten 2025

Als Herausgeber
- Kultur bei Schweizer Radio DRS. Schweizer Radio DRS, Zürich 2003.